# Stadion der Freundschaft (Francfort-sur-l'Oder)
Pour les articles homonymes, voir Stadion der Freundschaft.
Le Stadion der Freundschaft est un stade omnisports allemand (servant principalement pour le football) situé dans la ville de Francfort-sur-l'Oder, dans le Brandebourg.
Le stade, doté de 12 000 places et inauguré en 1953, sert d'enceinte à domicile à l'équipe de football du FC Viktoria Francfort, ainsi qu'à l'équipe de football américain des Red Cocks de Francfort.

## Histoire
Le stade est construit en commémoration du 700e anniversaire de la ville de Francfort-sur-l'Oder. Le match d'inauguration a lieu le 15 juillet 1953 lors d'une rencontre entre les locaux du Dynamo Francfort contre les polonais du Gwardia Cracovie, le tout devant 25 000 spectateurs (record encore à ce jour).
Avant le réunification allemande de 1990, le Stadion der Freundschaft accueille deux matchs amicaux de l'équipe d'Allemagne de l'Est de football.
Le stade a également accueilli deux rencontres du Championnat d'Europe de football espoirs.

## Événements

### Matchs internationaux de football
| Date             | Compétition                | Équipes                              | Score | Affluence |
| ---------------- | -------------------------- | ------------------------------------ | ----- | --------- |
| 9 octobre 1974   | Match amical               | Allemagne de l'Est — Canada          | 2-0   | 2 000     |
| 17 avril 1985    | Match amical               | Allemagne de l'Est — Norvège         | 1-0   | 6 000     |
| 14 novembre 1995 | Qualifs. Euro espoirs 1996 | Allemagne espoirs — Bulgarie espoirs | 7-0   | 9 300     |
| 5 septembre 1997 | Qualifs. Euro espoirs 1998 | Allemagne espoirs — Portugal espoirs | 1-1   | 8 000     |

## Galerie

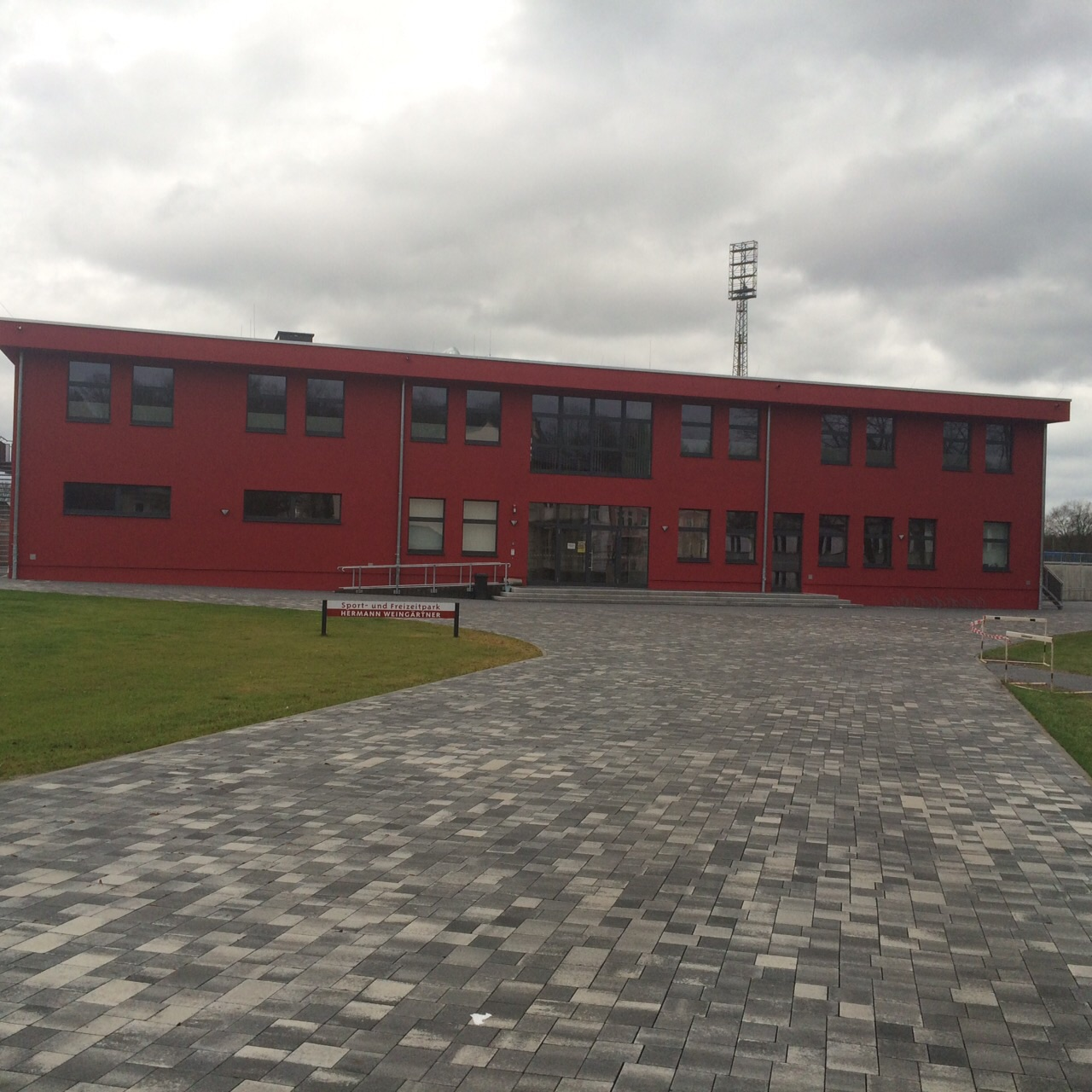
Entrée et tribune du stade
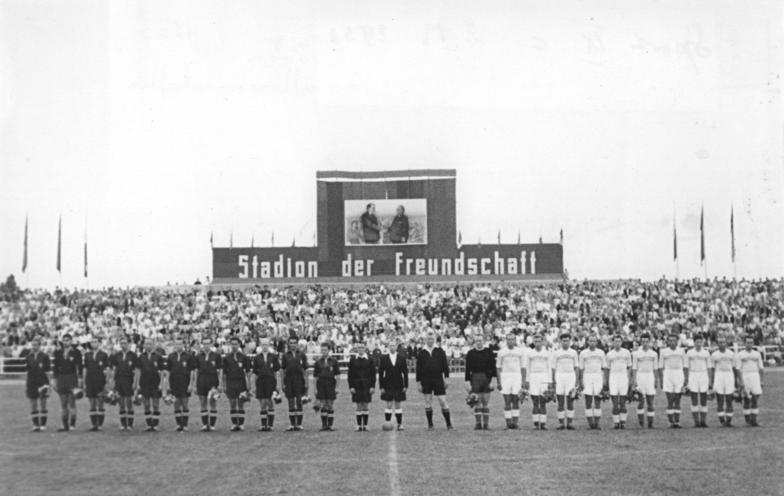
Match au stade entre le Dynamo Francfort et le Gwardia Cracovie en 1953